# Estola rogueti
Estola rogueti là một loài bọ cánh cứng trong họ Cerambycidae.